# گمینا پورای
گمینا پورای (به لهستانی:  Gmina Poraj) یک گمینا در لهستان است که در شهرستان مشکوف واقع شده‌است. گمینا پورای ۵۸٫۵۳ کیلومتر مربع مساحت و ۱۰٬۴۶۷ نفر جمعیت دارد.